# Ämtlerweg

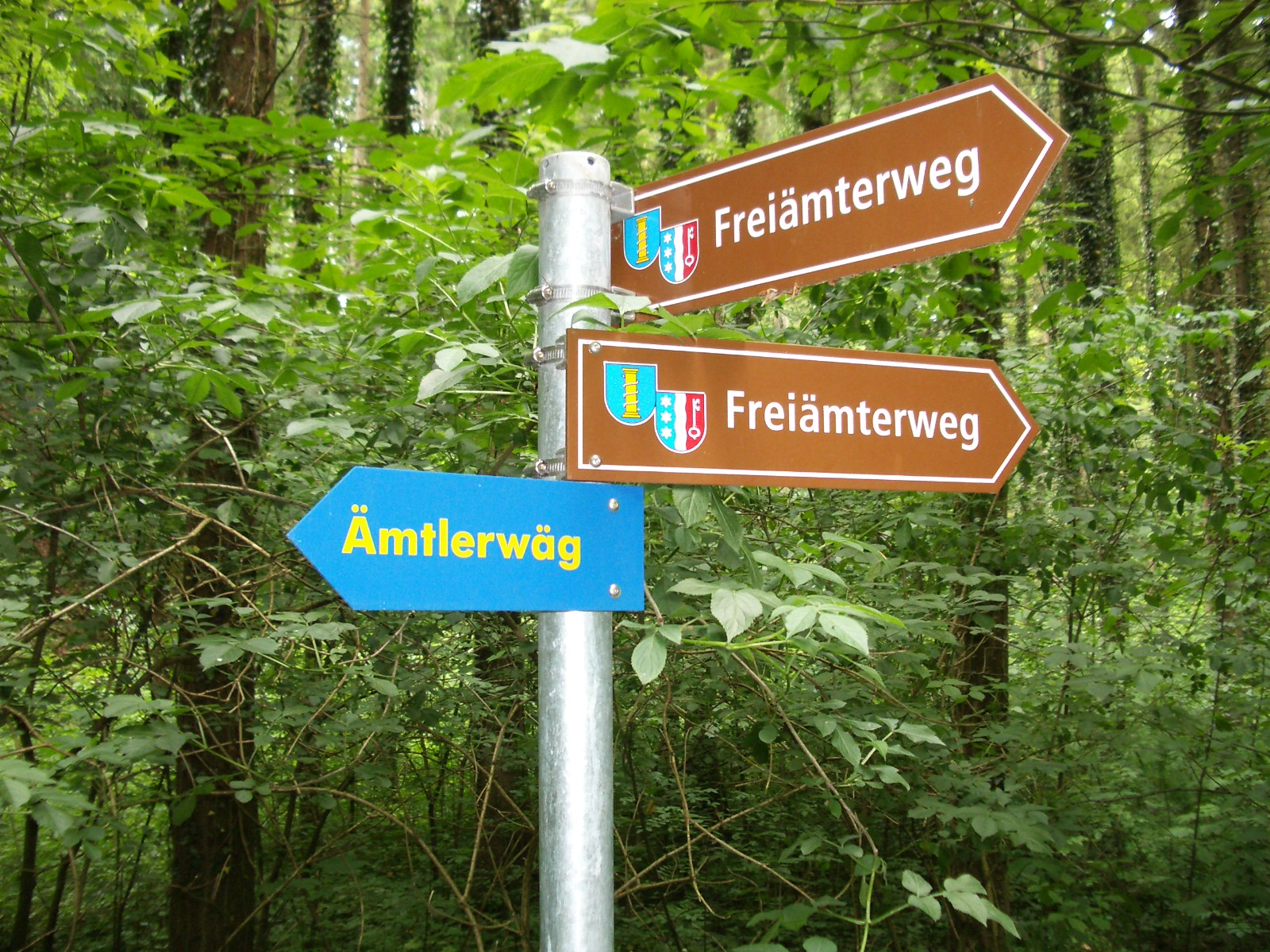
Wegweiser des Ämtlerwegs

Der Ämtlerweg (auch Ämtlerwäg) ist ein 46 Kilometer langer Wanderweg durch das Säuliamt im Schweizer Kanton Zürich. Er hat eine Höhendifferenz von etwa 500 Metern und führt zu Kulturdenkmälern, wirtschaftlich bedeutenden Säulen, geschichtsträchtigen Orten und Naturschutzgebieten. Es gibt insgesamt 22 Stationen mit Infotafeln, welche über das Säuliamt und seine Geschichte informieren. Der Weg wurde von der Gemeinnützigen Gesellschaft des Bezirkes Affoltern (GGA) der Bevölkerung des Bezirks zum Jubiläum im Jahr 2000 geschenkt. Von den Bahnhöfen und Bahnhaltestellen der Gemeinden Affoltern am Albis, Bonstetten-Wettswil, Hedingen, Knonau und Mettmenstetten aus ist der Einstieg möglich und mit blauen Wegweisern und gelben Punkten signalisiert.

## Stationen
| Stationnummer | Name der Station                                  | Gemeindegebiet                  |
| ------------- | ------------------------------------------------- | ------------------------------- |
| 1             | Unser Wald                                        | Bonstetten                      |
| 2             | Güterzusammenlegung, Melioration, Revitalisierung | Bonstetten                      |
| 3             | Moor- und Feuchtgebiet Bisliken                   | Affoltern am Albis              |
| 4             | Das Kohlebergwerk Riedhof im Aeugstertal          | Aeugstertal                     |
| 5             | Türlersee                                         | Hausen am Albis/Aeugst am Albis |
| 6             | Die Sage vom Hexengraben                          | Aeugst am Albis                 |
| 7             | Wiesen, Weiden, Rindvieh                          | Hausen am Albis                 |
| 8             | Textil- und Seidenindustrie im Bezirk Affoltern   | Hausen am Albis                 |
| 9             | Kappeler Kriege und Näfenhaus                     | Kappel am Albis                 |
| 10            | Kloster Kappel                                    | Kappel am Albis                 |
| 11            | Rifferswil, Riegelbauten                          | Rifferswil                      |
| 12            | Wissenbach und historischer Verkehrsweg           | Mettmenstetten                  |
| 13            | Schloss Knonau                                    | Knonau                          |
| 14            | Maschwanden                                       | Maschwanden                     |
| 15            | Maschwander Allmend/Rüssspitz und Rözi            | Maschwanden                     |
| 16            | Naturschutz                                       | Obfelden                        |
| 17            | Riedland und Streueland                           | Obfelden                        |
| 18            | Waldbewohner unserer Gegend                       | Ottenbach                       |
| 19            | Obstkulturen                                      | Zwillikon                       |
| 20            | Weiler, Bohlenständerbau                          | Hedingen                        |
| 21            | Verkehrswege im Säuliamt                          | Bonstetten                      |
| 22            | Getreidebau, Ackerkulturen                        | Bonstetten                      |